# Długa Łąka (Wzgórza Trzebnickie)
Długa Łąka, Długa Hala – polana, łąka (potocznie określana też halą), należąca do Wzgórz Trzebnickich, położona w paśmie Kozich Czubów, znajdująca się na terenie Gminy Oborniki Śląskie, w powiecie Trzebnickim, województwie dolnośląskim, w pobliżu miejscowości Piekary (obręb ewidencyjny). Leży na wysokości bezwzględnej od 215,0 m do 235,0 n.p.m. (średnio około 218,0 m n.p.m.). 
Położona jest w środkowej części pasma wzniesień Kozie Czuby. Otaczają ją lasy, w szczególności po stronie północnej na wzniesieniu Piekarska Góra, a po stronie południowej na wzniesieniu Gnieździec. Sama polana oprócz roślinności trawiastej, jest też częściowo zadrzewiona, a częściowo pokryta krzewami i kosodrzewiną. Na Długiej Łące przecinają się szlaki turystyczne, między innymi Główny szlak Kocich Gór. Urządzono tu miejsce odpoczynku, oraz przy zachodnim krańcu znajduje się punkt widokowy w kierunku południowym.
Nazwa własna – Długa Łąka – ujęta jest w państwowym rejestrze nazw geograficznych: identyfikator PRNG – 235637, identyfikator IIP – PL.PZGiK.320.NGRP.235637. Rejestr podaje następujące współrzędne geograficzne punktu głównego: szerokość geograficzna – 51°18'55" N, długość geograficzna – 16°57'55" E. Nazwa potoczna, zwyczajowa – Długa Hala – pojawia się w różnych opracowaniach, na mapach czy publikacjach.

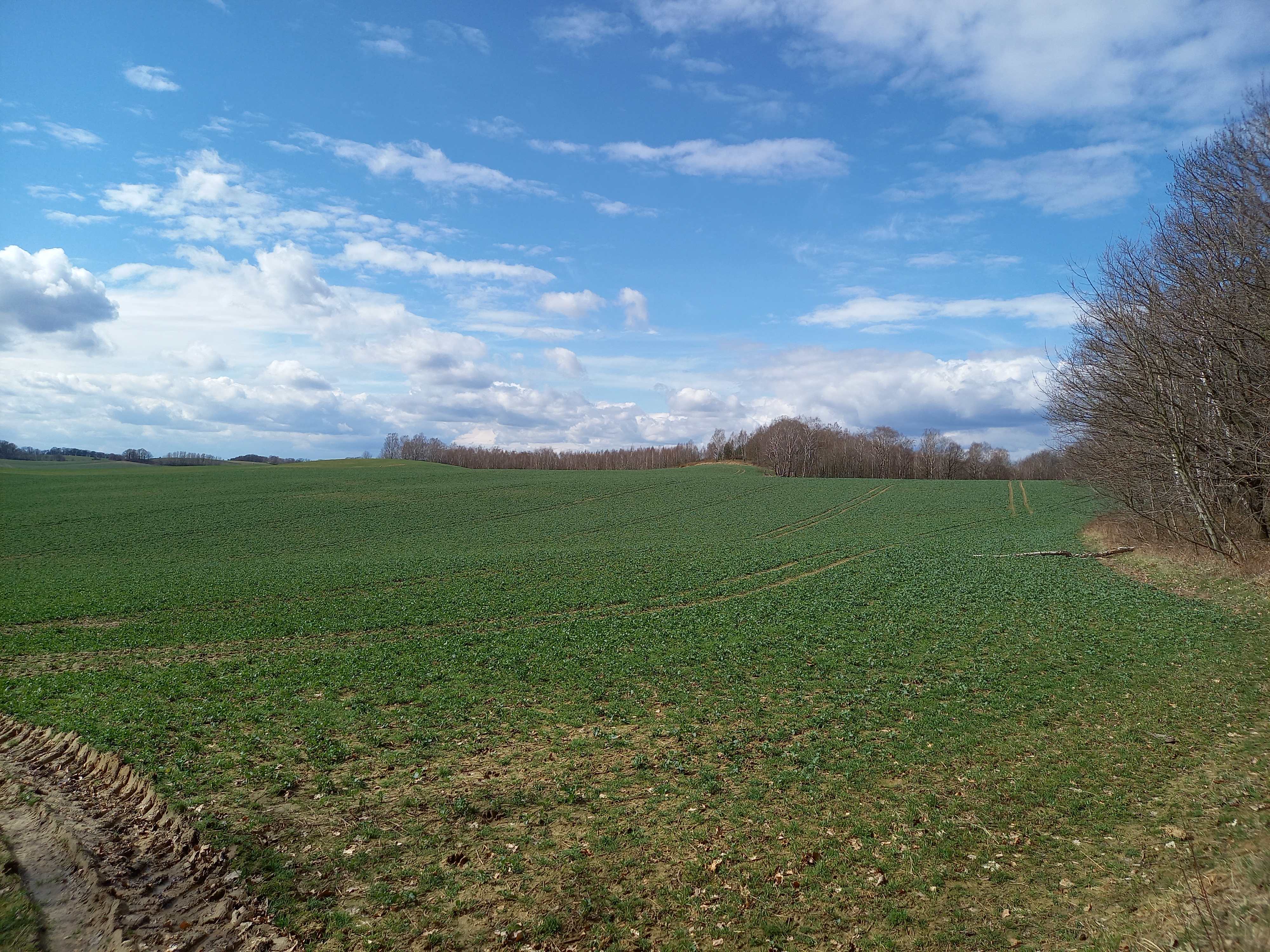
widok na Kuraszowską Górę
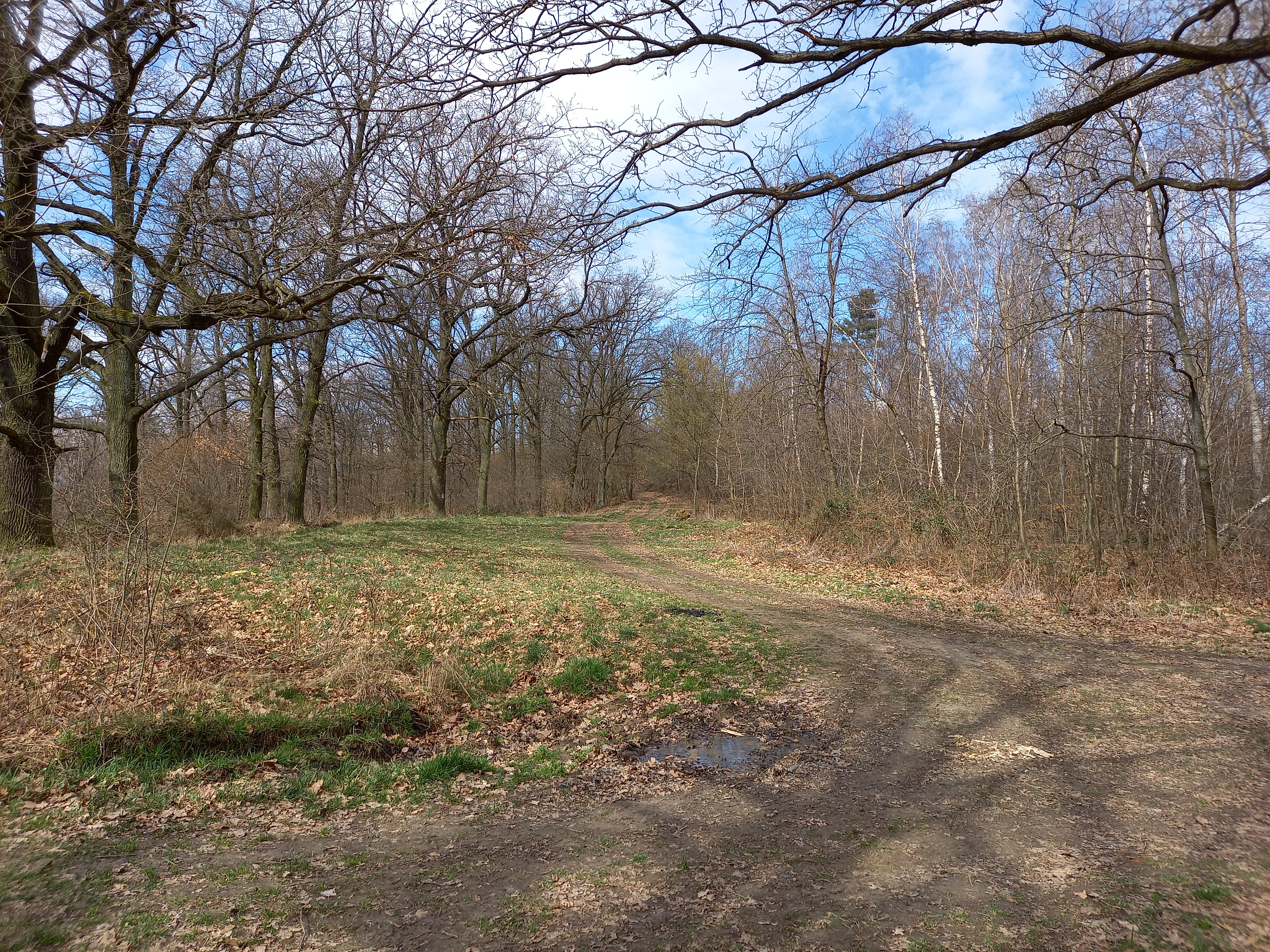
droga na Kozie Czuby w kierunku zachodnim
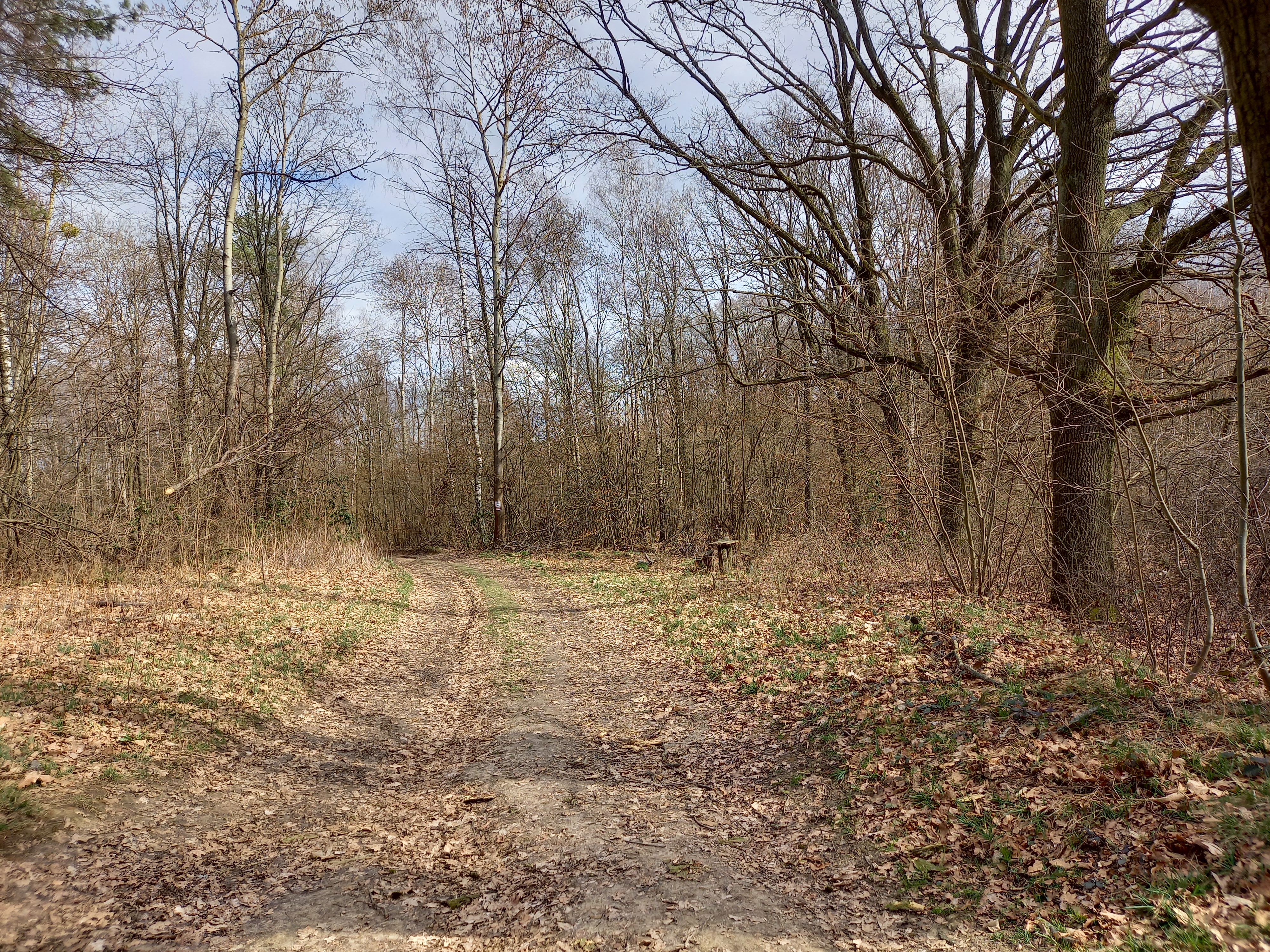
miejsce odpoczynku

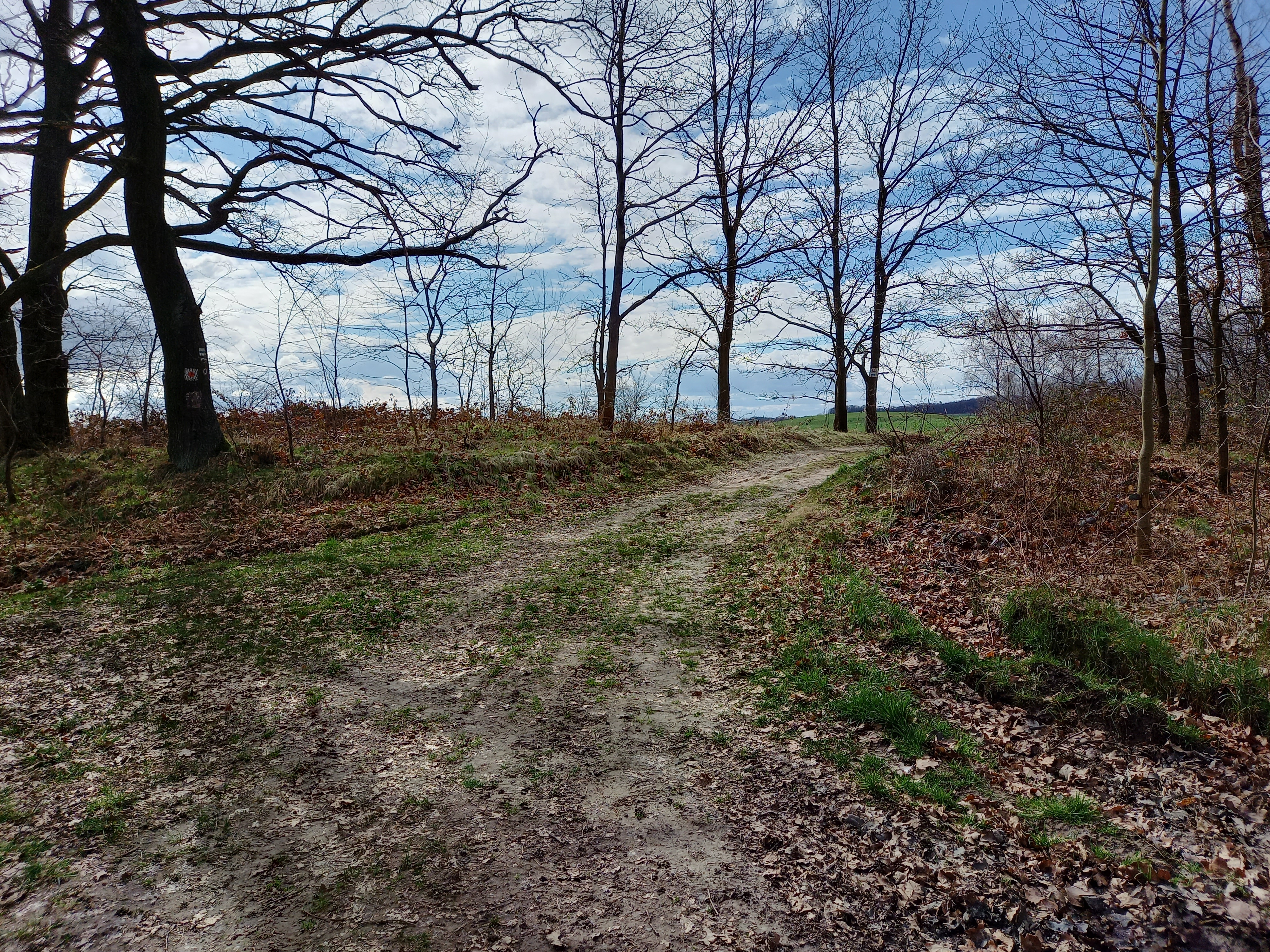
droga w kierunku Kuraszowskiej Góry
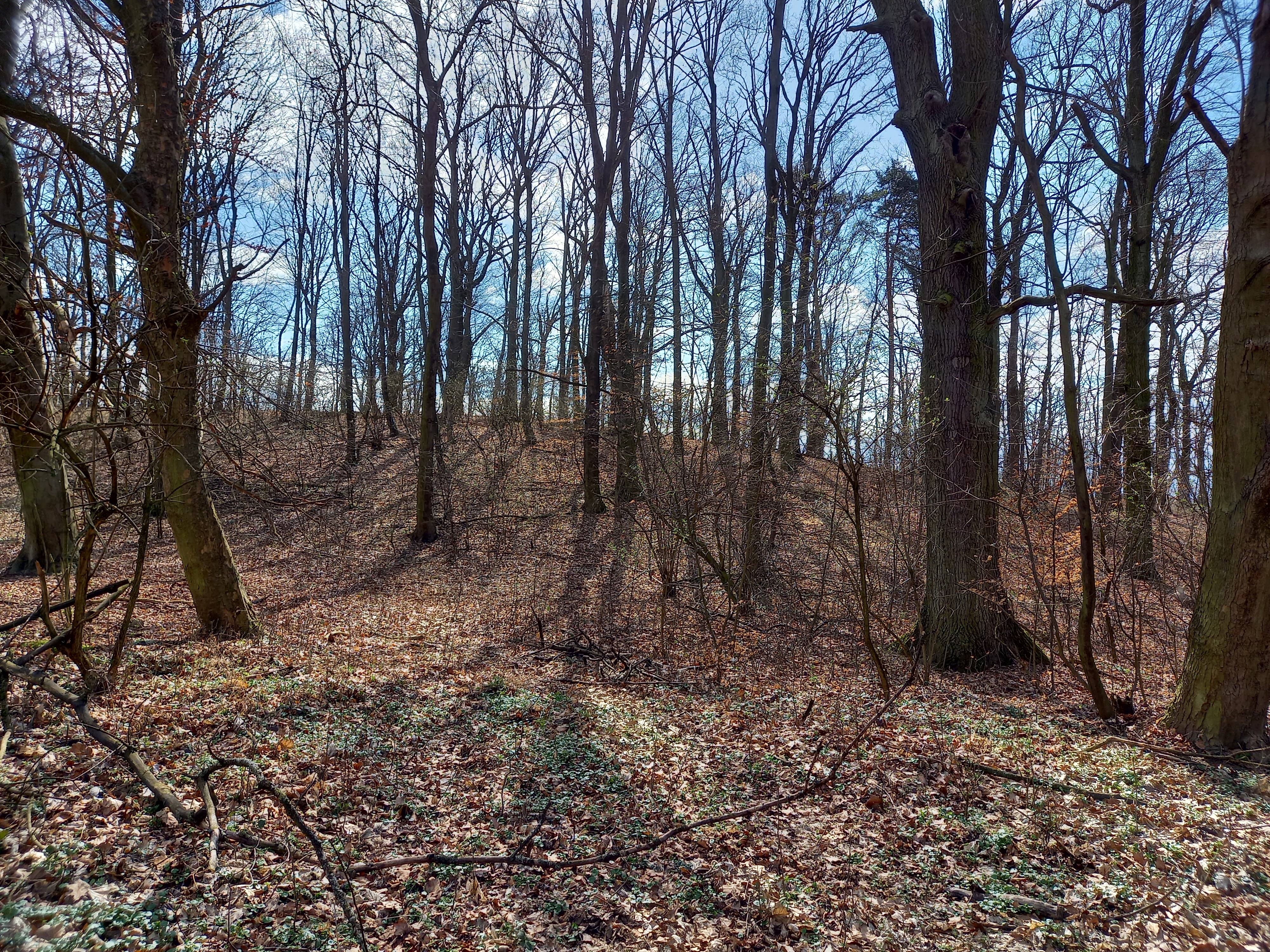
widok na Gnieździec
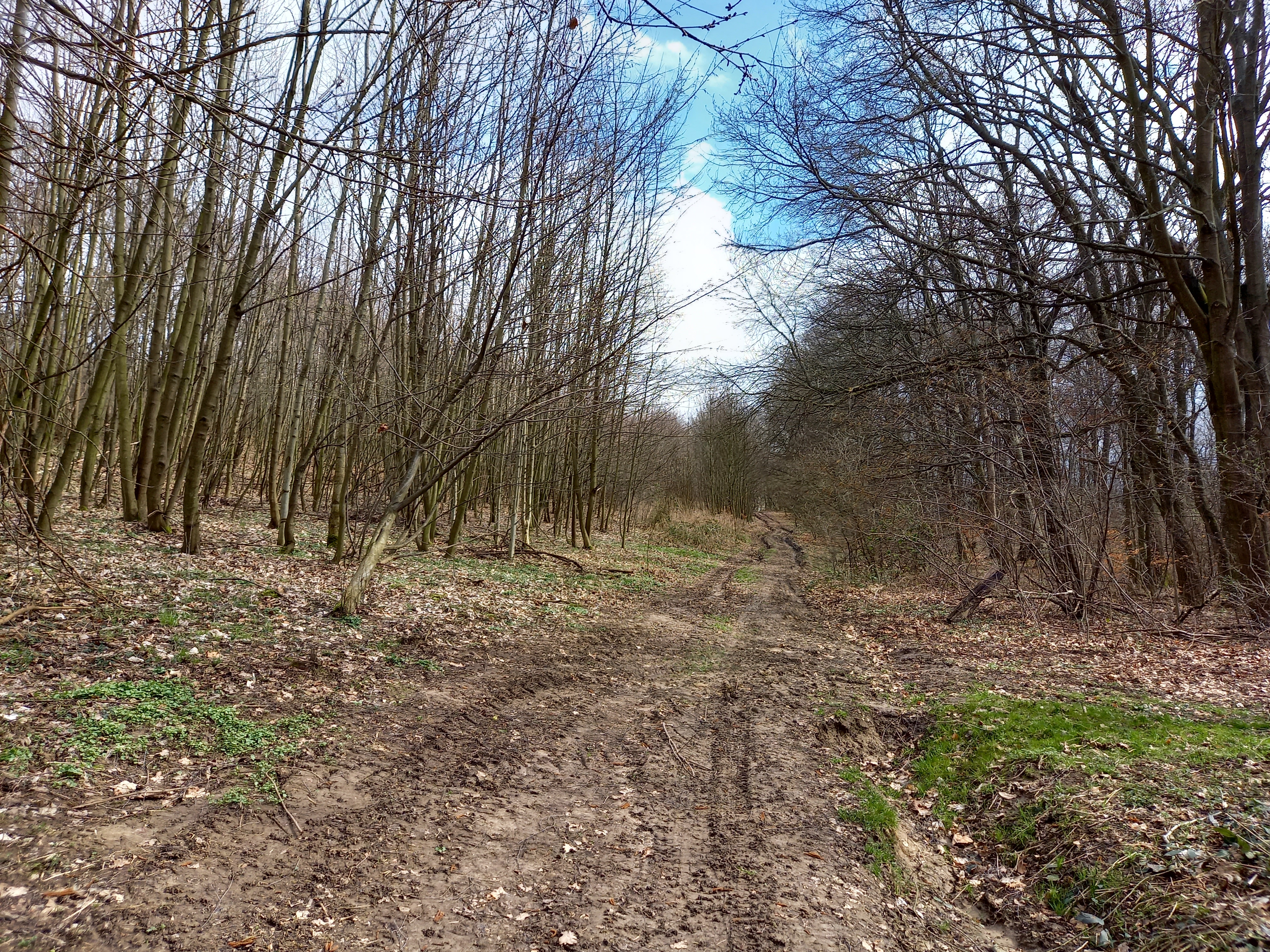
widok w kierunku wschodnim